# Guwançmuhammet Öwekow
Guwançmuhammet Öwekow (Asjabad, RSS de Turkmenistán, 2 de febrero de 1981) es un exfutbolista y entrenador de fútbol de Uzbekistán que jugaba en las posiciones de centrocampista y Delantero

## Carrera

### Club
| Periodo   | Club               |
| --------- | ------------------ |
| 2001      | Nisa Aşgabat       |
| 2002–2004 | FC Arsenal Kyiv    |
| 2004      | FC Vorskla Poltava |
| 2005–2006 | Navbahor Namangan  |
| 2006      | FC Zorya Luhansk   |
| 2007      | FC Kharkiv         |
| 2008      | FC Zhetysu         |
| 2009      | Navbahor Namangan  |
| 2010      | Xorazm FK Urganch  |
| 2011-2013 | Balkan FK          |
| 2013      | Altyn Asyr FK      |
| 2014      | FC Ahal            |

### Selección nacional
Jugó para Turkmenistán en 22 ocasiones de 2003 a 2010 y anotó nueve goles; participó en la Copa Asiática 2004 y en los Juegos Asiáticos de 2002.

## Logros
- Ýokary Liga (2): 2001, 2011